# Poliosia nigrifrons
Poliosia nigrifrons là một loài bướm đêm thuộc phân họ Arctiinae, họ Erebidae.